# Maseros
Maseros es el término con el que popularmente se conocen a las comparsas y filaes que representan a los labradores en las fiestas de Moros y Cristianos de España. Estas fiestas nacen como rememoración de la Reconquista de la península ibérica y en algunas zonas de la lucha contra piratas de religión musulmana de los siglos XV, XVI o XVII. Se celebran en distintas ciudades y pueblos españoles del este peninsular, como la Región de Murcia, Castilla-La Mancha, Andalucía y especialmente la Comunidad Valenciana, sobre todo en la provincia de Alicante, donde en la actualidad se concentran el mayor número de ciudades y poblaciones que celebran este tipo de festejos. Las Fiestas de Moros y Cristianos de las diferentes poblaciones de nuestra geografía se sostienen sobre una misma base, unos hechos históricos que han modelado la  historia actual. Pero cada una de las poblaciones vivió esos hechos en un momento y forma diferente y de ahí surgen las diversas manifestaciones culturales que, aunque están cortadas por un mismo patrón, son teñidas de diferente color.

## Origen y contextualización de las Comparsas y Filaes de Labradores
Las Fiestas de Moros y Cristianos se componen de diversas Comparsas y Filaes agrupadas en dos bandos. Las agrupaciones que componen el bando moro tienen, dentro de la Fiesta, un carácter esencialmente indistinto. Representan, figuradamente, a ese conjunto de seguidores de Mahoma que invaden nuestro país a principios del siglo octavo y que seguirán llegando después, a lo largo del tiempo, en sucesivas oleadas e incluso procedentes de diversas facciones y distintos territorios. Nótese, no obstante, que la Fiesta los refleja con similares maneras, y solo se diferencian unos de otros por el cambiante indumento.No ocurre lo mismo en el bando cristiano. Además del atuendo, las comparsas se distinguen en él por otras sutiles diferencias, que confieren a cada una de ellas una específica y determinada personalidad. Aquí, a diferencia del conocido tópico, el hábito sí hace al monje, y el uniforme festero confiere una determinada forma de actuar y configura un estilo. La majeza en los Andaluces, la militar bizarría en los Almogávares que se tiñe de fiereza en los Ballesteros, la mayestático marcialidad de los Cristianos y, por no citar otras, la aldeana sencillez de las escuadras de Labradores o Maseros.

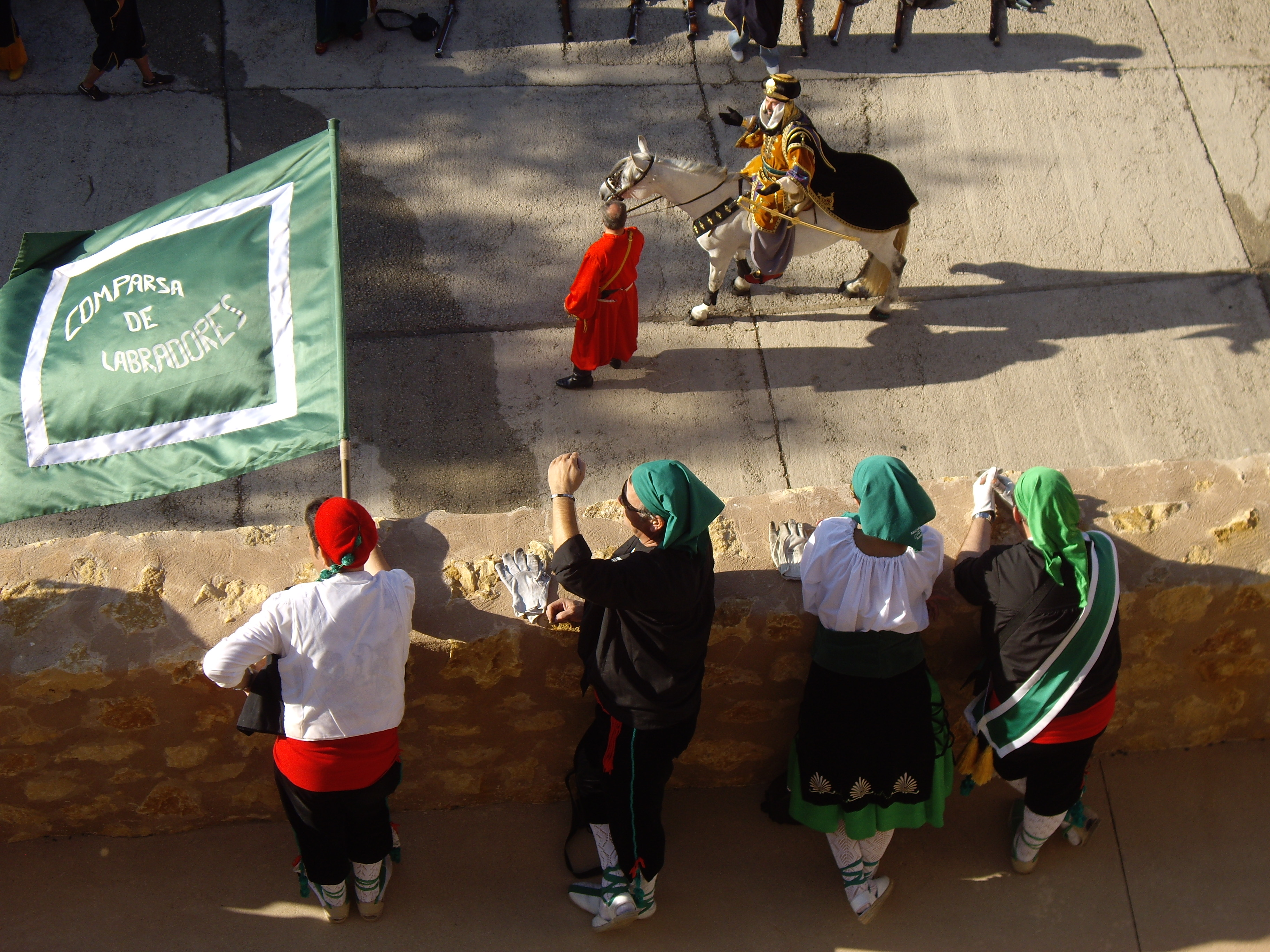
Embajada mora en el castillo de la Atalaya. Bandera de la Comparsa de Labradores. Villena.

En el bando cristiano, junto a las fuerzas exclusivamente militares que se oponen al de la media luna, existen asimismo otros grupos que adoptan la personalidad de estamentos civiles presentes en nuestro país a lo largo de la historia, y bien sabido es que los gremios, con acción social y económica definida, tuvieron un acusado cometido durante el medievo en la España cristiana. Y ningún sector de la población indígena es más característico y numeroso en aquel tiempo que el de los agricultores. En cualquier ciudad, el cultivo de sus feraces campos ha sido, hasta hace no muchas décadas, la principal y la más característica actividad. De aquí que, entre el abigarrado, multiforme y en ocasiones caprichoso mosaico que componen las comparsas y filaes de las Fiestas de Moros y Cristianos, tenga específica razón de ser y esté justificada plenamente la existencia de un conjunto de labradores. ¿Quién mejor que ellos puede constituirse en genuina representación de las más depuradas, castizas y acendradas esencias locales. Sin embargo, los modos de pensar, sentir y actuar son diferentes en cada población. Estas similitudes y diferencias se aprenden y comparten gracias a la comunicación existente entre asociaciones, comparsas, filaes, etc. y particularmente gracias a publicaciones en medios como Wikipedia. Una enciclopedia donde plasmar la idiosincrasia de una gran familia festera: los maseros.

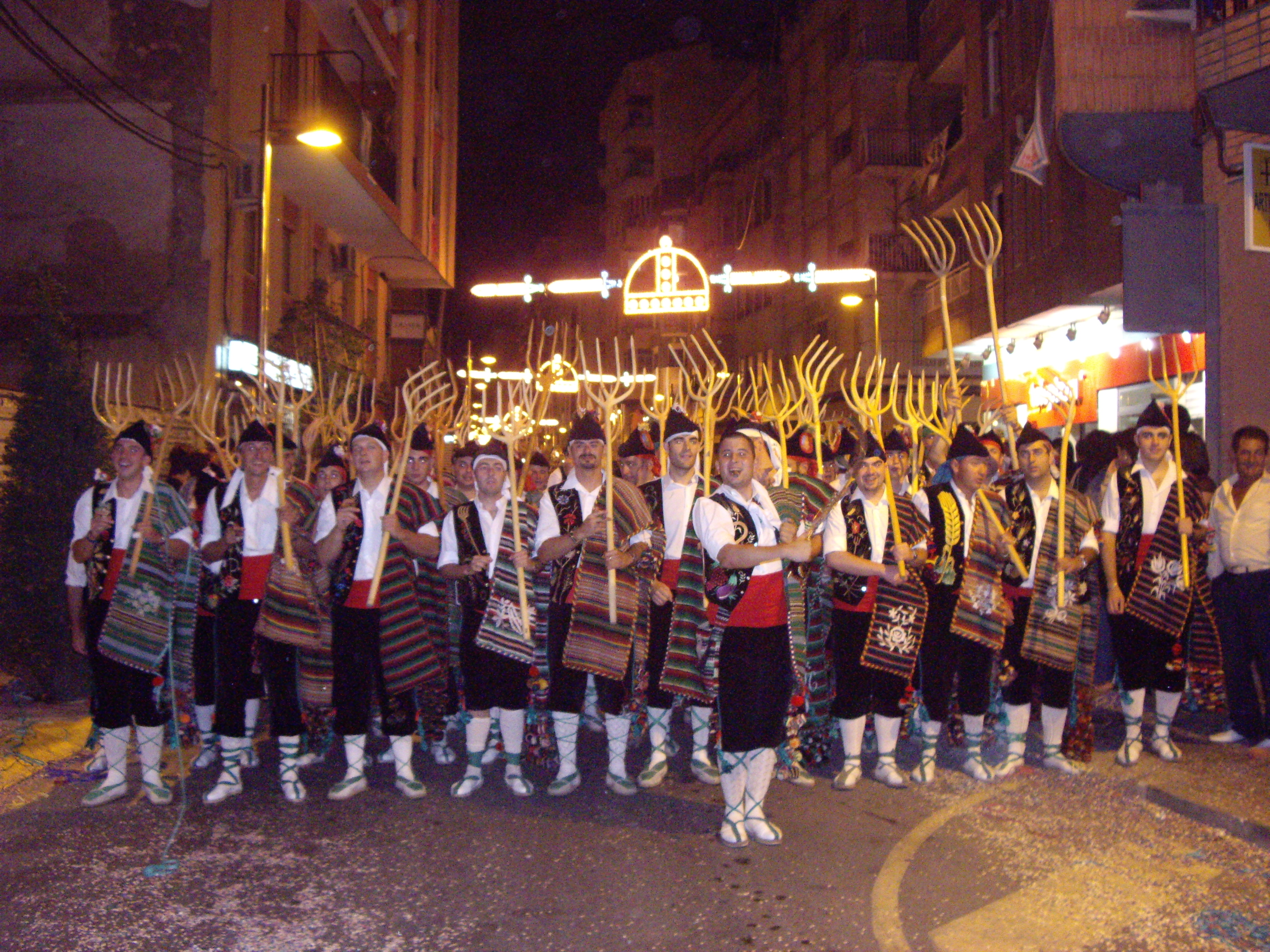
Escuadra de maseros en La Entrada. Villena 2007.

## Origen de los términos "Maseros", "Labradores" y "Zaragüell"
Labradores: palabra que proviene de la Edad Media, cuando muchos hombres, que no portaban armas en actitud guerrera, se dedicaban a repoblar y cultivar las tierras conquistadas. Estos eran los labradores, contemporáneos de la lucha mora y cristiana cuya labor y presencia histórica justifica inequívocamente nuestra participación en la Fiesta.
Maseros: otro término que los define, utilizado de manera más coloquial. Su origen recae en la palabra valenciana maser, que hace referencia a la persona que vive en un mas, es decir, en una casa de campo. Falta todavía por definir un vocablo más, concretamente una prenda que nos distingue entre el variado vestir festero. Esta es zaragüell, pantalón característico de los Labradores. Es de origen árabe y lo utilizaban aquellos musulmanes que vivían en la huerta de Valencia y Murcia. El calzón negro que también se utiliza hoy día no aparece hasta el siglo XIX.
Es a finales del Romanticismo cuando surgieron las Comparsas y Filaes de Labradores. Poblaciones como Bañeres, Alcoy, Castalla, Biar, Petrel, Benejama, etc. ven incorporarse Maseros en sus Fiestas de Moros y Cristianos.

## Sobre la indumentaria de los Maseros
Las Comparsas y Filaes de Labradores, técnicamente, son un reflejo de las costumbres y vida cotidiana del pueblo. Representa el día a día de los villenenses en los campos, el cultivo, la recogida de la vid, el milagro del trigo, la cocina tradicional, la existencia de una fecunda huerta, etc… También representa las antiguas indumentarias: alpargatas, chaleco, faja, blusas, hocetes, ricos bordados, etc… Todas estas costumbres son reflejadas en este último ejemplo. Los bordados que los labradores exhiben en sus indumentarias son una auténtica enciclopedia ilustrada de esas costumbres y vida cotidiana. 
Los bordados han realzado durante siglos los ropajes utilizados por multitud de culturas. Los romanos por ejemplo, llamaban a esta ornamentación plumarium opus, debido a la semejanza que tienen estas labores con las plumas de ave. Muchos son los tipos de bordado existentes en la geografía española: punto contado, dibujo libre, encajes de aguja, bolillos o malla; Lagartera, Almagro, Camariñas, etc…Los bordados se caracterizan por el material utilizado, por el tipo de figuras, por el relieve sobre el tejido o por el tipo de punto dado con la aguja.
Por el material con que se confeccionan distinguimos entre bordado en blanco sobre piezas de color, a canutillo formando un tubito de hilo que se cose al tejido, bordado de perlas y lentejuelas, de cordoncillo, etc.
Por el tipo de figuras pueden ser ornamentales utilizando figuras conocidas o de imaginería con dibujos e imágenes inventados.
Por el relieve distinguimos entre lisos cuando no sobresalen de la tela o de realce cuando se abomban sobre la tela introduciendo relleno bajo el bordado.
Finalmente según el tipo de punto encontramos una infinidad de estilos: cruzado, de cadeneta, llano, anudado, trenzado, etc…
Si nos centramos en el período y zona geográfica que nos atañe observamos que en la indumentaria utilizada antaño para trabajar en la huerta, el bordado era escaso por no decir nulo. Las mujeres hilaban, tejían y adornaban ellas mismas los elementos que eran necesarios en un hogar: manteles, sábanas, vestidos, ropa interior. Y también los que se precisaban para las ceremonias festivas y religiosas. La imagen de las labradoras en las puertas de sus casas o a los pies de sus hogares realizando pacientemente bordados, es reflejada en miles de relatos de la época. Estos bordados estaban compuestos sobre todo de motivos florales y cenefas. En la actualidad, en los bordados maseros, se continúan utilizando motivos florales y se añaden elementos de la huerta como clara representación del origen de la Comparsa.
Las técnicas utilizadas para elaborar estos bordados han avanzado a la par con las nuevas tecnologías. El bordado a mano con aguja e hilo declinó hace muchos años a favor del bordado a máquina y actualmente las máquinas de bordado por ordenador realizan los trabajos con gran perfección y rapidez. Esta última técnica se reserva para la producción de bordados en serie, es decir, todos iguales y en gran número. Nos centraremos pues en los bordados a máquina y en la destreza de hábiles bordadoras que pasan horas a la luz de una lámpara, creando en nuestras espaldas lo que sin duda será una auténtica obra de arte.
La elaboración de un bordado comienza con la realización del dibujo. Estos dibujos se realizan a lápiz y sobre papel cebolla. El dibujo no se colorea y es la bordadora la que decide posteriormente los colores a utilizar. El papel se hilvana a la tela y todo el contorno del dibujo se pespuntea en blanco (en negro si pespunteamos la trasera del chaleco). Una vez asido y marcado, comenzamos el bordado. Para ello se utiliza el bastidor, un círculo en madera forrada que mantiene la tela tirante y firme para trabajar cómodamente. Este se va moviendo a lo largo de la tela según avanza el bordado. Los colores utilizados son infinitos. Se suele comenzar por el bordado en verde de todos los tallos y hojas y después los vivos colores de las flores. En una misma flor aparecen diversos colores e incluso varios tonos de un mismo color para dar la autenticidad del brillo de un pétalo o la sombra de una hoja. El relieve de realce comentado anteriormente es muy utilizado para matizar estos motivos sobre la tela y para elaborar los tallos se utiliza un cordoncillo que favorece la forma de tallo simulando el grosor de este

## Comparsas y Filaes de Maseros existentes

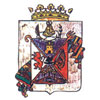

- Filà Maseros de Cocentaina (fundada en el siglo XIX)
- Comparsa de Llauraors de Petrel (Alicante).
- Comparsa Maseros de San Vicente del Raspeig.
- Comparsa Maseros de Biar.
- Comparsa de Labradores de Villena.
- Comparsa Maseros de Muchamiel.
- Filà Maseros de Banyeres De Mariola, Bañeres.
- Comparsa Llauradors de Beneixama, Benejama.
- Filà Maseros de Cocentaina.
- Filà Maseros de Altea.
- Comparsa Maseros del barrio Altozano de Alicante.
- Els Forquers de Torrent, Torrente.
- Comparsa Maseros de Agost.
- Comparsa Maseros de Ibi.
- Filà Maseros de Alcoy.
- Filà Maseros d'Albaida, Albaida.
- Comparsa Maseros de Castalla.
- Comparsa Llauradors de Onteniente.
- Filà Masers de Oliva.
- Llauradors de la Vila Joiosa, Villajoyosa.
- Filà Maseros de L'Almadec, Planes.
- Comparsa Llauradors de Paterna (Valencia).
- Comparsa Maseros de El Campello, Alicante.
- Comparsa Roders de Villanueva de Castellón.
- Comparsa Maseros de Crevillente
- Filà Llauraors Jijona.

## Piezas musicales relacionadas
- Pasodobles
  - Panchana y sus maseros: Manuel Carrascosa (1962). Dedicado a la Comparsa de Labradores de Villena, y en especial a su cabo "Panchana". Se ha convertido en una especie de himno cantado por los festeros.
  - Sueños Festeros: D. José Ángel Carmona Parra
  - Albarder i Masero: D. Vicente Cortés Fernández
  - Febrer: JD. una Calatayud Castelló
  - 75 Aniversario Comparsa Labradores de Villena: del maestro D. Gaspar Ángel Tortosa Urrea. Este pasodoble recordemos que fue compuesto por encargo en el año 2000 para conmemorar la efeméride del 75 aniversario que nuestra comparsa celebró en el año 2001, pasodoble alegre y vibrante con el que los maseros desfilamos con orgullo y cariño por su simbología.
  - Peixcadors y Llauradors: D. Rafael Alcaraz Ramis, compuesto en el año 1988 con motivo de la primera capitanía cristiana de Villafranqueza por esta comparsa
  - Ricardo El Tupaor: compuesto por Oscar Sempere Francés y dedicado a Ricardo Puig Gandía, capitán del 2009-2010 de la Comparsa de Maseros de Banyeres de Mariola.

- Pas Maseros y Marchas Cristianas dedicadas a los Maseros.
  - De Quiroga a Séneca Autobusos: D. Miguel Ángel Más Mataix
  - Arrop i tallaetes: D. Miguel Ángel Más Mataix
  - Pas als Maseros: D. José Mª. Valls Satorres
  - Manta, Forca i Festa: En Francisco Valor
  - L'altet dels canons: En José Rafael Pascual-Vilaplana
  - Pepe el Rompe: En Ramón García i Soler
  - Maseros del Comtat: D. Rafael Lledó García
  - Victorius: D. Ramón García i Soler, marcha dedicada a Domingo Millán García con motivo de su capitanía con los Labradores de Benejama en el año 2005
  - Samarro: D. José María Valls Satorres y compuesta en el año 1996 por encargo de un festero de la comparsa Xódios con el fin de obsequiarla a su amigo Pepe Samarro, capitán cristiano de los maseros de las fiestas de Muchamiel del mismo año.
  - Maseros Llevantins: D. Ildefonso San Cristóbal Ferriz, dedicada a los maseros de Biar y que fue estrenada en la calle con motivo de la capitanía del 10 de mayo de 2007.
  - Arrels Llauradors: D. José Joaquín Sanjuán Ferrero, basada en temas populares y dedicada a la Peña Maromots. Se estrenó acompañando al capitán masero de Ibi.
  - Tio Pep: Rapsòdia Masera. compuesta por D. José Mª Valls Satorres.
  - Tabal i Saragüells: Marcha compuesta por D. Mario Roig Vila (Albaida), escrita para maseros, la que el autor clasifica como ¨pas masero¨
  - Saoro: Pas masero compuesto por Ramón García i Soler y dedicado a Salvador Ferre Albero, capitán del 2000-2001 de la Comparsa de Maseros de Banyeres de Mariola.

La muchas de estas obras se pueden encontrar en el Compact Disct "Maseros en Festes" producido por la Filà Maseros de Cocentaina en el año 2001.